# Département du Commerce et du Travail des États-Unis
Le département du Commerce et du Travail des États-Unis est un ancien département de l'exécutif fédéral américain chargé des affaires, de l’industrie et du travail.

## Histoire
Fondé le 14 février 1903, il est renommé département du Commerce le 4 mars 1913, les attributions liées au travail étant transférées à un nouveau département créé spécialement à cet effet.
Le secrétaire au Commerce et au Travail des États-Unis était à la tête du département et membre du Cabinet.

## Liste des secrétaires
| Nom                    | Début des fonctions | Fin des fonctions |
| ---------------------- | ------------------- | ----------------- |
| George Bruce Cortelyou | 18 février 1903     | 30 juin 1904      |
| Victor H. Metcalf      | 1er juillet 1904    | 16 décembre 1906  |
| Oscar Solomon Straus   | 17 décembre 1906    | 5 mars 1909       |
| Charles Nagel          | 6 mars 1909         | 4 mars 1913       |